# Prerafaëlieten
.
.

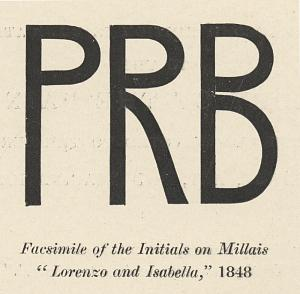
Initialen leden Pre-Raphaelite Brotherhood, facsimile Millais, 1848.

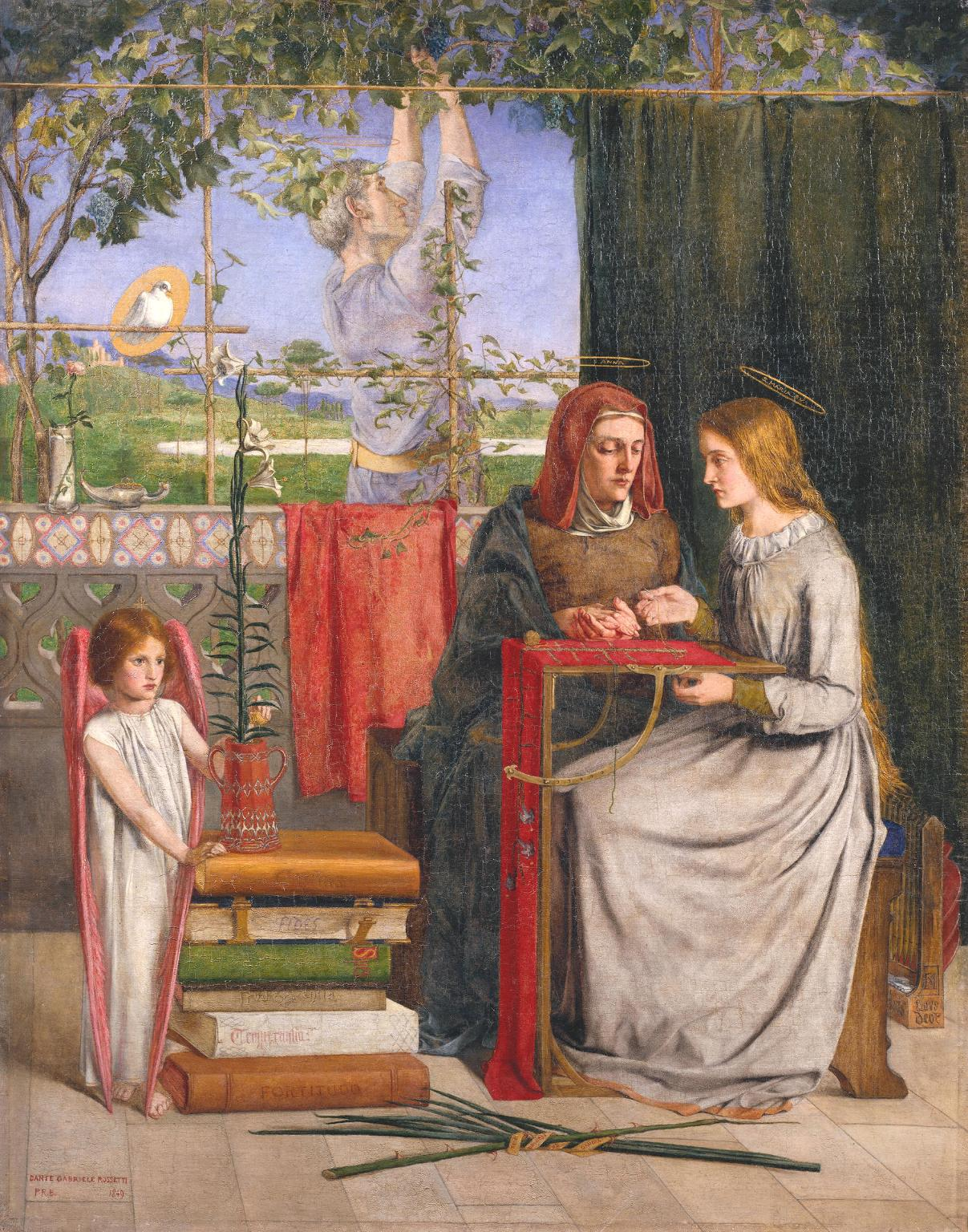
Rossetti’s The Girlhood of Mary Virgin is een van de eerste schilderijen van de prerafaëlieten, geschilderd eind 1848.

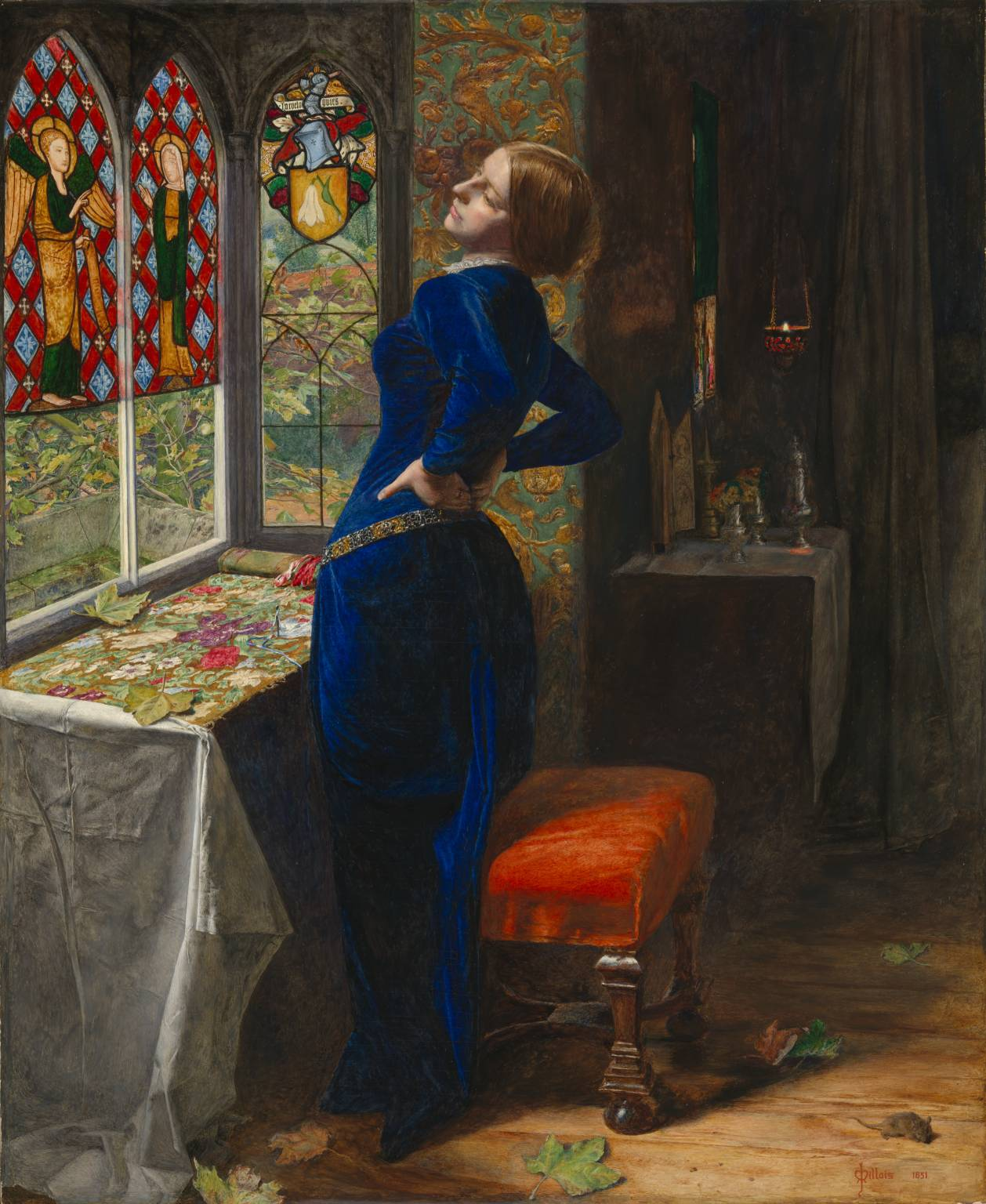
Mariana door John Everett Millais naar een gedicht van Alfred Tennyson

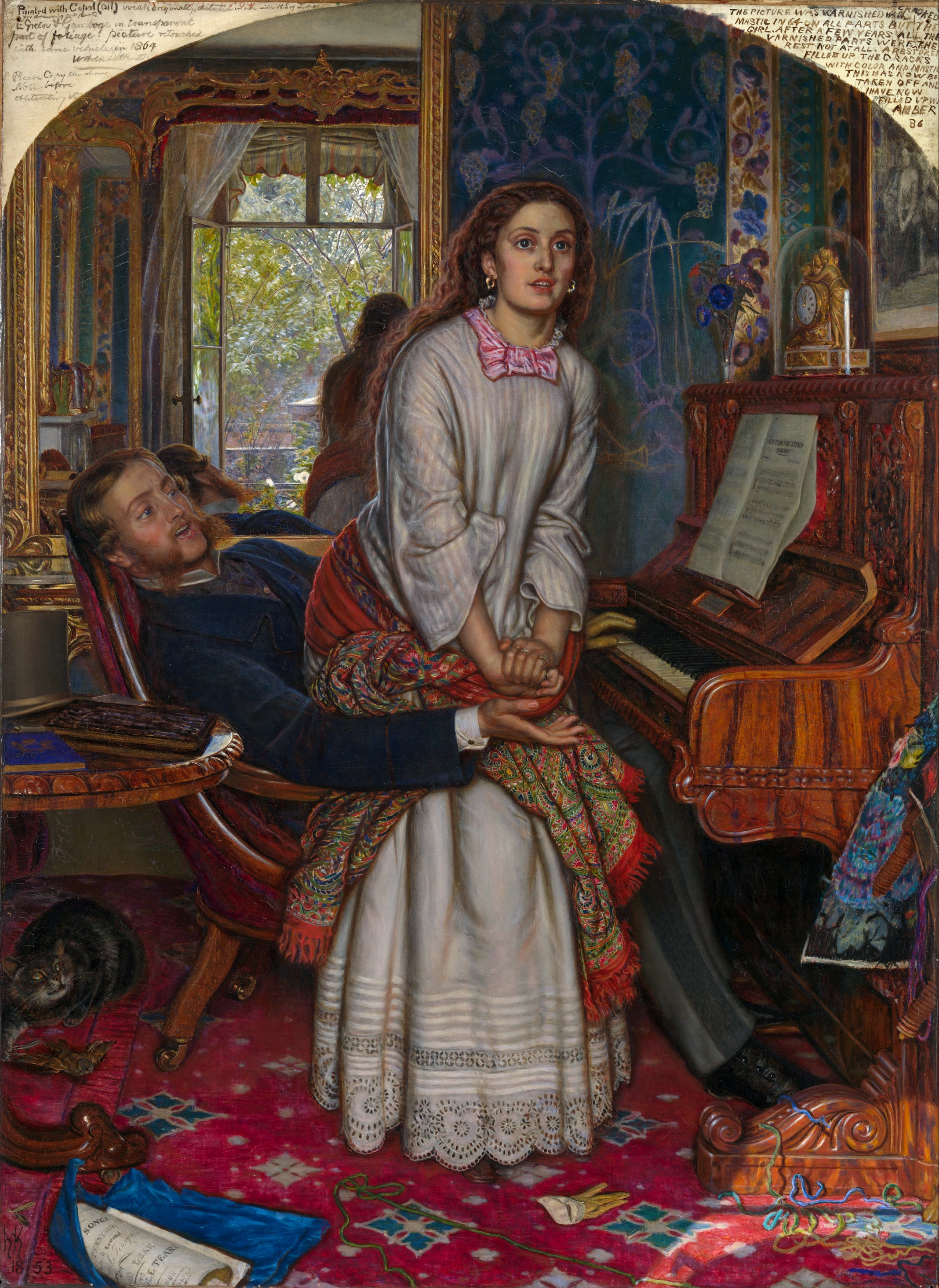
Hunts The Awakening Conscience: schilderij van een man met zijn maîtresse op schoot door William Holman Hunt

De prerafaëlieten waren Engelse kunstenaars in het Victoriaans tijdperk, voornamelijk kunstschilders, die zich afzetten tegen de academische kunst als toen voorgeschreven door de Royal Academy of Arts. Prerafaëlieten wilden terugkeren naar de eenvoud zoals die bestond bij kunstenaars levend vóór Rafaël. Ze streefden eenvoudige composities en een nauwkeurige, realistische werkwijze na. De beweging begon in 1848 met de oprichting van een genootschap, de Pre-Raphaelite Brotherhood, met als belangrijkste leden William Holman Hunt, John Everett Millais en Dante Gabriel Rossetti. 
Na 1860 ging de beweging geleidelijk over in een vorm van estheticisme, ook wel de 'aesthetic movement' genoemd. Belangrijke exponenten van deze tweede golf waren opnieuw Dante Gabriel Rossetti, Edward Burne-Jones, William Morris en Frederic Leighton en later ook John William Waterhouse en John Collier. De prerafaëlieten kenden nauwelijks een continentaal-Europese pendant, maar hadden wel invloed op het symbolisme en de jugendstil. In Nederland inspireerden de prerafaëlieten schilders als Matthijs Maris, Antoon van Welie en Richard Roland Holst.

## Context
In de negentiende eeuw groeide Groot-Brittannië uit tot de belangrijkste wereldmacht, leunend op een enorm koloniaal imperium, vooroplopend in de industriële revolutie. Engeland was een toonbeeld van vooruitgang, stabiliteit en nationale trots, maar ook van conservatisme. Vanuit deze victoriaanse grondhouding werd rond 1850 de Britse schilderkunst gedomineerd door de behoudende Royal Academy of Arts, geheel nog in de geest van hun oprichters Joshua Reynolds en Thomas Gainsborough. Op exposities waren voornamelijk genreachtige taferelen te zien, uitgevoerd in donkere, bruinachtige tinten. Vooruitstrevende kunstenaars werden geweerd.
Nadat eerder binnen de literatuur al een soort van tegenbeweging was gestart door romantische dichters als Blake, Keats, Shelley en Byron, begon halverwege de negentiende eeuw ook binnen de schilderkunst een voorzichtige kentering merkbaar te worden. In de jaren veertig begonnen invloedrijke critici het voor vernieuwing op te nemen. Met name de persoon van John Ruskin is daarbij van belang. Daarnaast deed ook de ontdekking van de fotografie haar invloed op de taak van de schilderkunst gelden, waarmee het esthetische en symbolische ging prevaleren boven het concrete onderwerp. Maatschappelijk gezien namen de sociale verschillen toe, waarbij voor de schilderkunst van belang was dat de sociale bovenlaag meer en meer mogelijkheden kreeg om ook zelf kunst aan te schaffen en een eigen smaak te doen gelden.

## Begin van het genootschap
In september 1848 richtten de jonge kunstenaarsvrienden William Holman Hunt, John Everett Millais en Dante Gabriel Rossetti in het ouderlijk huis van Millais, te Londen het genootschap de 'Pre-Raphaelite Brotherhood' op. Hunt en Holman studeerden toen nog aan de Royal Academy en Rossetti had er gestudeerd. De drie stonden al tijdens hun studie bekend om hun recalcitrante houding en vonden elkaar in hun afwijzing van het conservatieve beleid van de Royal Academy. Korte tijd na de oprichting sloten ook Rossetti’s broer en criticus William Michael Rossetti, alsook kunstschilder James Collinson, criticus Frederic George Stephens en beeldhouwer Thomas Woolner zich bij het versbakken kunstgenootschap aan. Daarmee was het zevenkoppige gezelschap een feit. Rossetti's privédocent en leermeester Ford Madox Brown wordt door sommige critici wel ooit het achtste lid genoemd, maar hoewel hij vaak met de leden verkeerde heeft hij formeel nooit deel uitgemaakt van het genootschap.

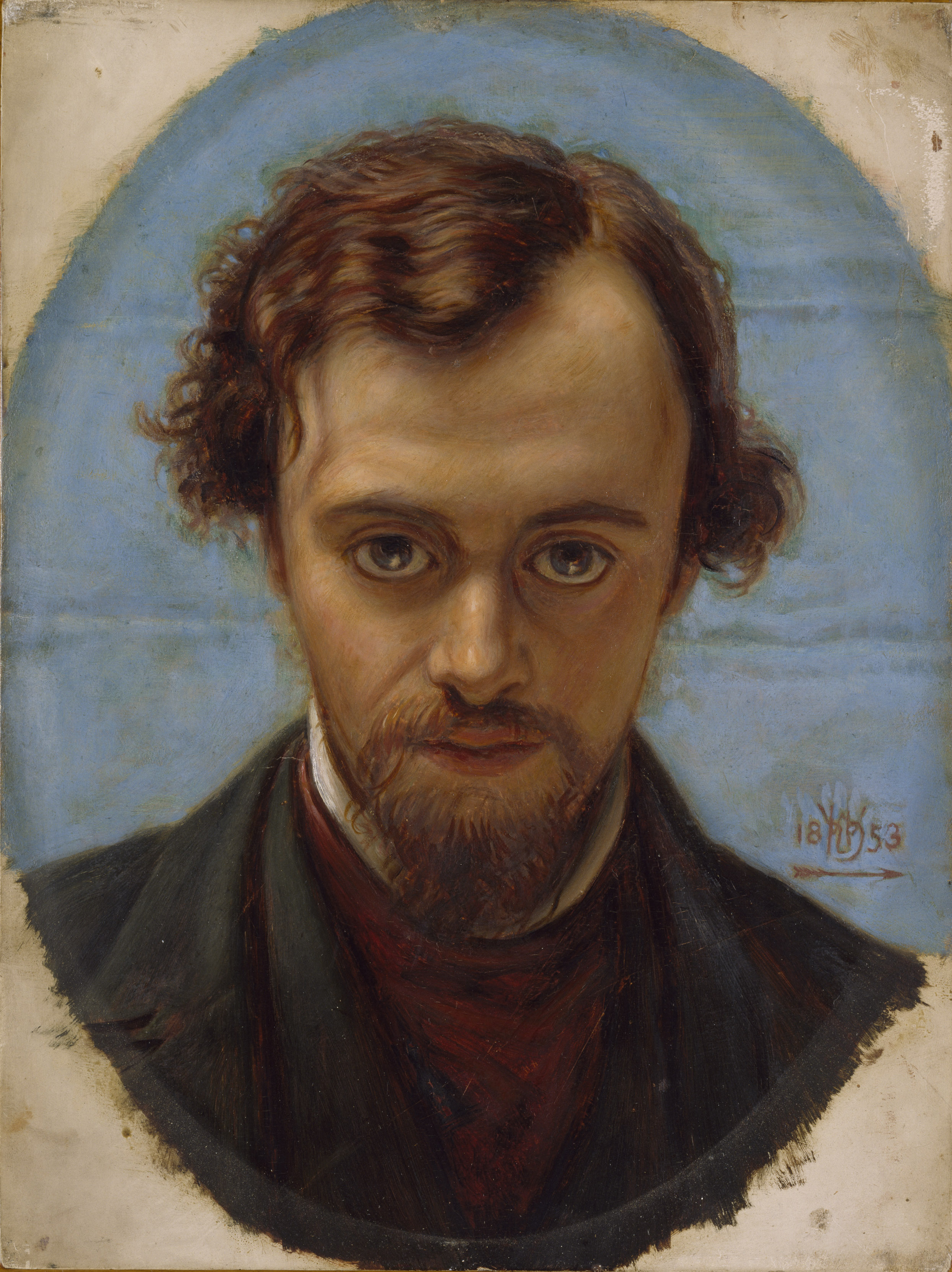
Dante Gabriel Rossetti, door Hunt, 1853
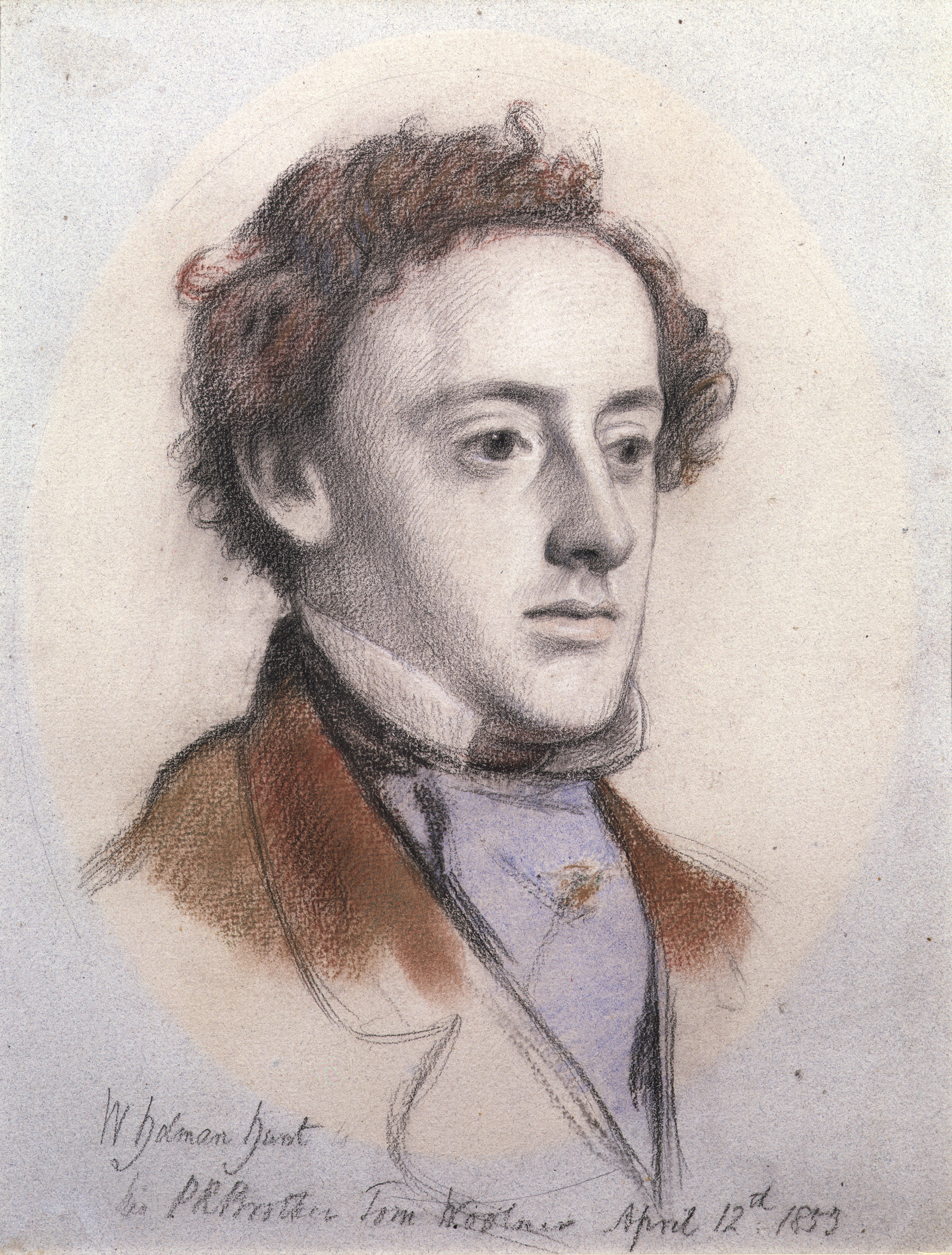
John Everett Millais, door Hunt, 1853
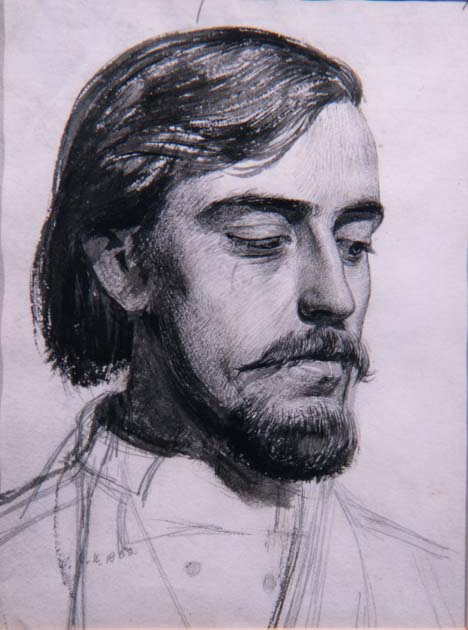
William Holman Hunt, zelfportret, ca. 1850

De 'Pre-Raphaelite Brotherhood' begon als een informeel gezelschap dat zich verzette tegen de behoudende Royal Academy. Binnen de Academy werden de schilders Rafaël en Michelangelo, met hun streven naar geïdealiseerde schoonheid, gepresenteerd als het hoogtepunt in de Westerse kunstgeschiedenis. De prerafaëlieten beoordeelden hun werkwijze echter als mechanisch en hun composities als complex. Ze streefden dan ook vooral een simpele, pure, spirituele en direct invoelbare kunst na, nauwgezet naar de natuur. Voorbeelden werden vooral gevonden in de door de Royal Academy als 'primitief' bestempelde kunstenaars van het Italiaanse Quattrocento. Ook keken ze naar de Vlaamse Primitieven (onder andere Jan van Eyck), die door Rossetti en Hunt in 1849 te Brugge en Gent bestudeerd werden. Invloed ging verder uit van de Duitse kunstenaarsgroepering de Nazareners (binnen de Brotherhood geïntroduceerd door Ford Madox Brown), van wie ook het idee van een genootschap werd overgenomen. De leden van de Brotherhood waren onder de indruk van het naïeve vertrouwen dat deze schilders hadden in wat ze waarnamen, maar vooral ook van het feit dat ze zich niet lieten leiden door zelf opgelegde regels.

## Gedachtegoed
Als anti-academisch gezelschap wilde de 'Pre-Raphaelite Brotherhood' de 'stoffige' Engelse schilderkunst weer nieuw leven inblazen door alleen nog waardige, betekenisvolle onderwerpen af te beelden, met veel symboliek, niet zelden met een morele boodschap. Vaak hadden de onderwerpen hun wortels in de romantiek, ook wel geïnterpreteerd als een 'vlucht uit de werkelijkheid'.

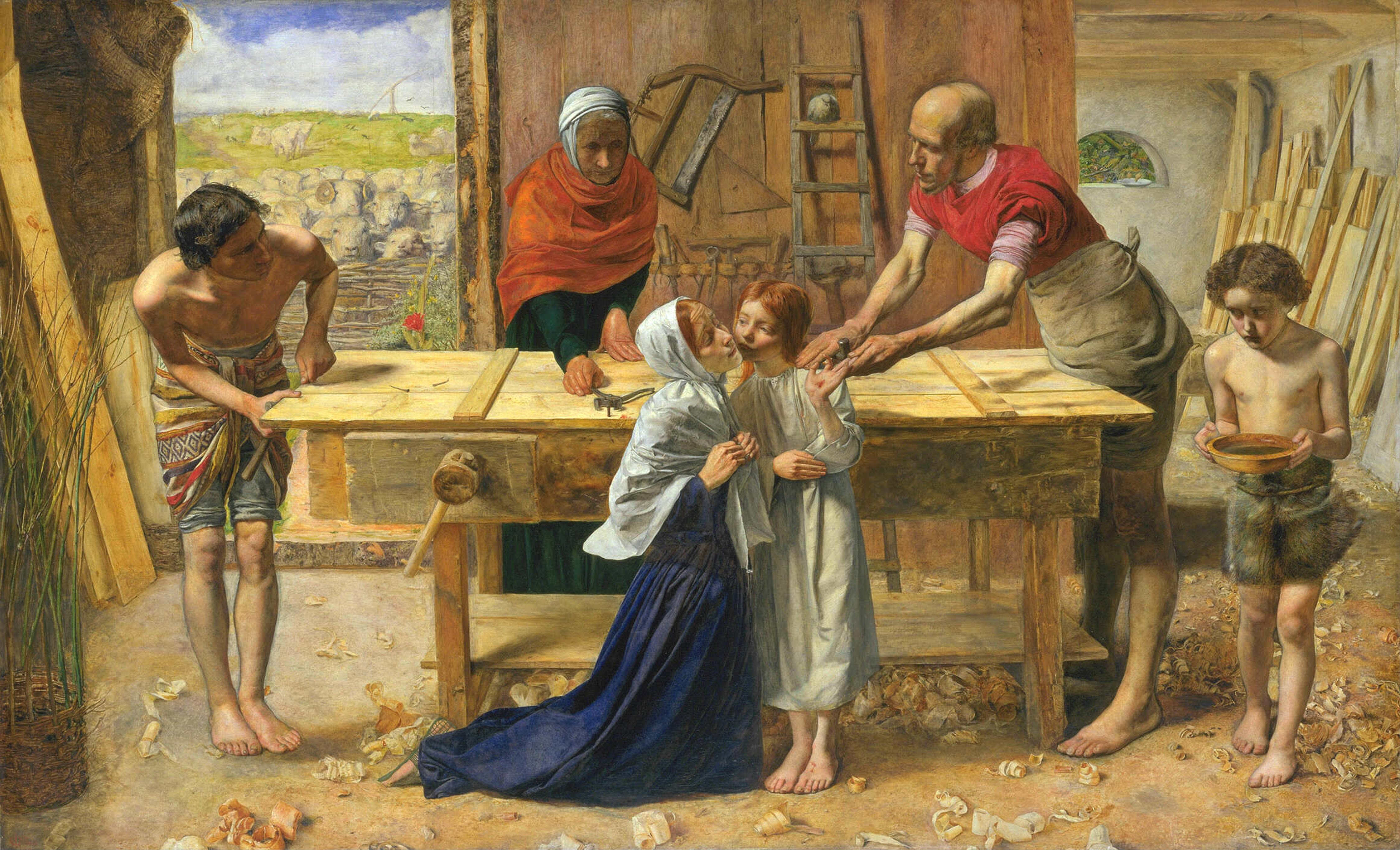
Millais’ Carpenter Shop veroorzaakte veel ophef vanwege de alledaagse uitbeelding van heilige personen. Onmiskenbaar is het typerende symboolgebruik: Jezus die zich aan de handpalm verwondt aan een spijker en bloedt op zijn voet, zijn neef Johannes de Doper die rechts met een kom water komt aangelopen.

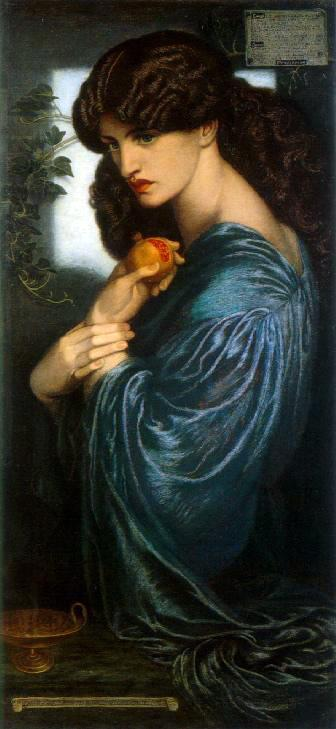
Rossetti’s 'Proserpina', Godin van de lente, uit 1874 (model Jane Morris). Proserpina wordt door Pluto vastgehouden in de onderwereld. Door haar van een granaatappel te laten eten verzekerde Pluto zich ervan dat zij slechts een deel van het jaar op aarde kon leven: een duidelijke referentie naar Rossetti's geheime liefdesrelatie met Jane Morris, die de vrouw van William Morris was.
Het portret is te zien als voorbeeld van het zoeken naar pure schoonheid in de portrettering van vrouwen, sensueel en melancholisch.

Vooral in de vroege periode van de Brotherhood kozen de leden meestal voor Bijbelse of historische taferelen, veelal uit de middeleeuwen. Vaak werden ook thema's ontleend aan romantische dichtwerken van bijvoorbeeld Keats of Tennyson. Daarbij gebruikten ze realistische en tegelijkertijd verfijnde schildertechnieken: gewerkt werd met een minutieuze nauwkeurigheid in het afbeelden van alle details. De bloemen en stofweefsels werden uitermate exact geschilderd, gebaseerd op nauwgezette studies in de natuur ('Gods grootheid'), die ze zo realistisch mogelijk wilden weergeven. Ze schilderden altijd volledig naar de werkelijkheid en liefst in een natuurlijke setting, terwijl ze op de Academie eigenlijk alleen geleerd hadden te schilderen naar gipsen modellen.
Minder realistisch en bewust anti-academisch waren de prerafaëlieten in hun compositieopbouw. Er was veel aandacht voor contrasterende elementen, waarbij ze de driedimensionaliteit opofferden aan het detail, in lijn met de kunstenaars uit het Quattrocento. Het was een bewust streven naar 'platheid', waarbij de hoofdactiviteit geplaatst werd op de voorgrond. Daarnaast was het kleurgebruik hard en fel, gevolg van het direct aanbrengen van pure pigmenten op een witte ondergrond, in navolging van frescotechnieken van kunstenaars van vóór Rafaël. Vooral dit intense, contrasterende kleurgebruik stond in sterke tegenstelling tot het toentertijd gangbare donkere kleurgebruik van de academici. Hunt zei ooit: “Waar het op aan komt is onderscheid te kunnen maken tussen de frisse kleuren van de natuur en de bruine saus van de academie-schilders”.
Het gedachtegoed van de Pre-Raphaelite Brotherhood werd in 1850-1851 verwoord in het literaire tijdschrift van het genootschap The Germ, dat viermaal verscheen. Het bevatte essays over kunst en literatuur, bijvoorbeeld van Ruskin, maar ook gedichten, onder andere van Dante Gabriel Rossetti zelf. Hierin moesten de ideeën op creatieve wijze tot uitdrukking komen.
De leden van de Brotherhood signeerden in de jaren van haar bestaan hun werken steeds met de initialen PRB, naast hun eigen naam, soms ook verborgen op onopvallende plekken in het schilderij.

## De periode 1848 – 1860
In het voorjaar van 1849 maakten de leden van de Pre-Raphaelite Brotherhood een spraakmakende entree in de kunstwereld. Tijdens onderscheiden exposities presenteerden Millais het schilderij Isabella, naar een gelijknamig gedicht van Keats, Hunt het allegorische Rienzi en Rossetti zijn The Girlhood of Mary Virgin. Kort daarna volgden Millais Christ in the House of his Parents (The Carpenter Shop) en Rossetti's Ecce Ancilla Domini!.

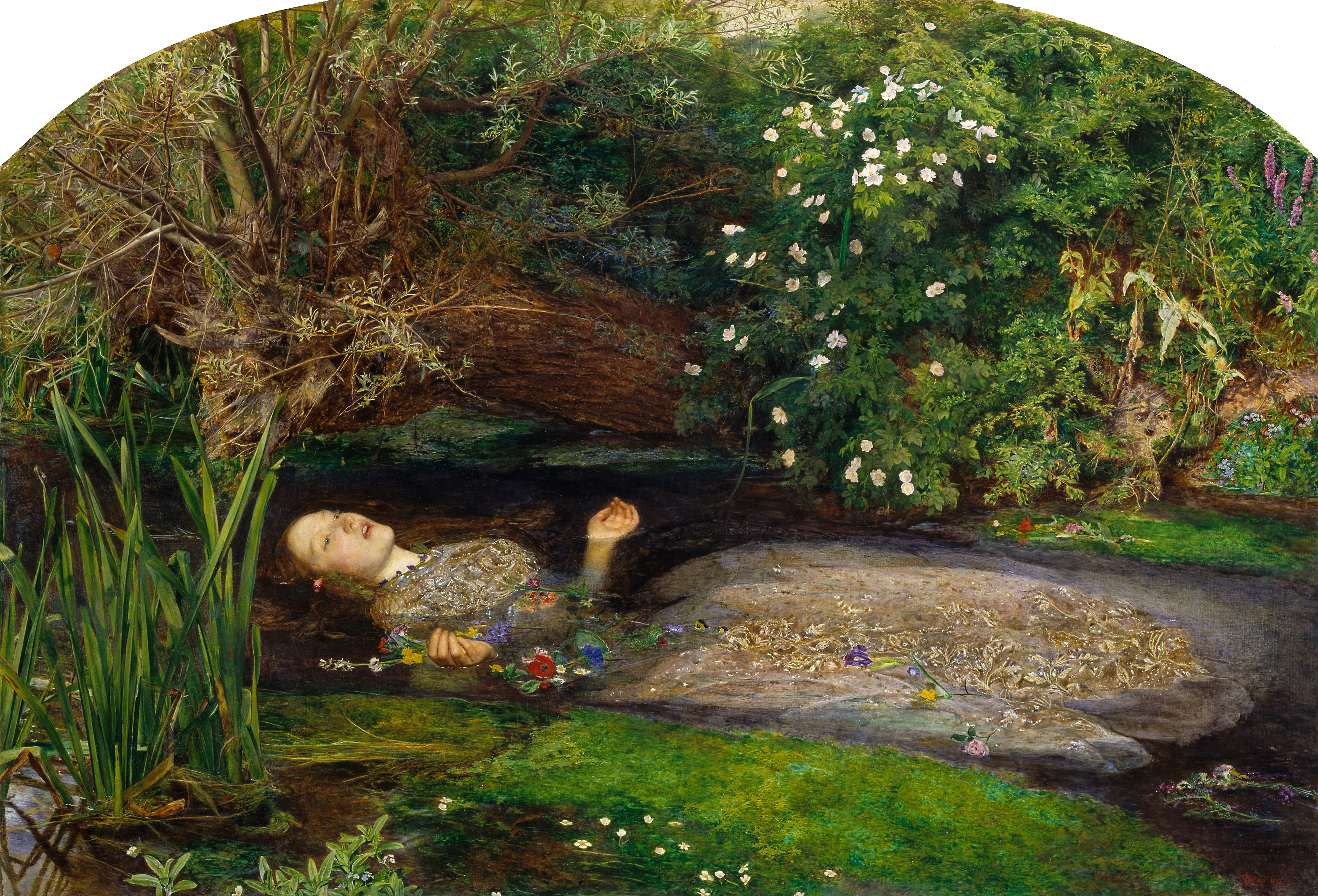
Millais’ Ophelia, een van de bekendste werken van de prerafaëlieten. Model Elizabeth Siddal poseerde dagenlang in een kuip met koud water, waardoor haar gezondheid ernstig werd aangetast. Deze anekdote werd later veelvuldig aangehaald als voorbeeld voor het 'lijden voor de kunst'

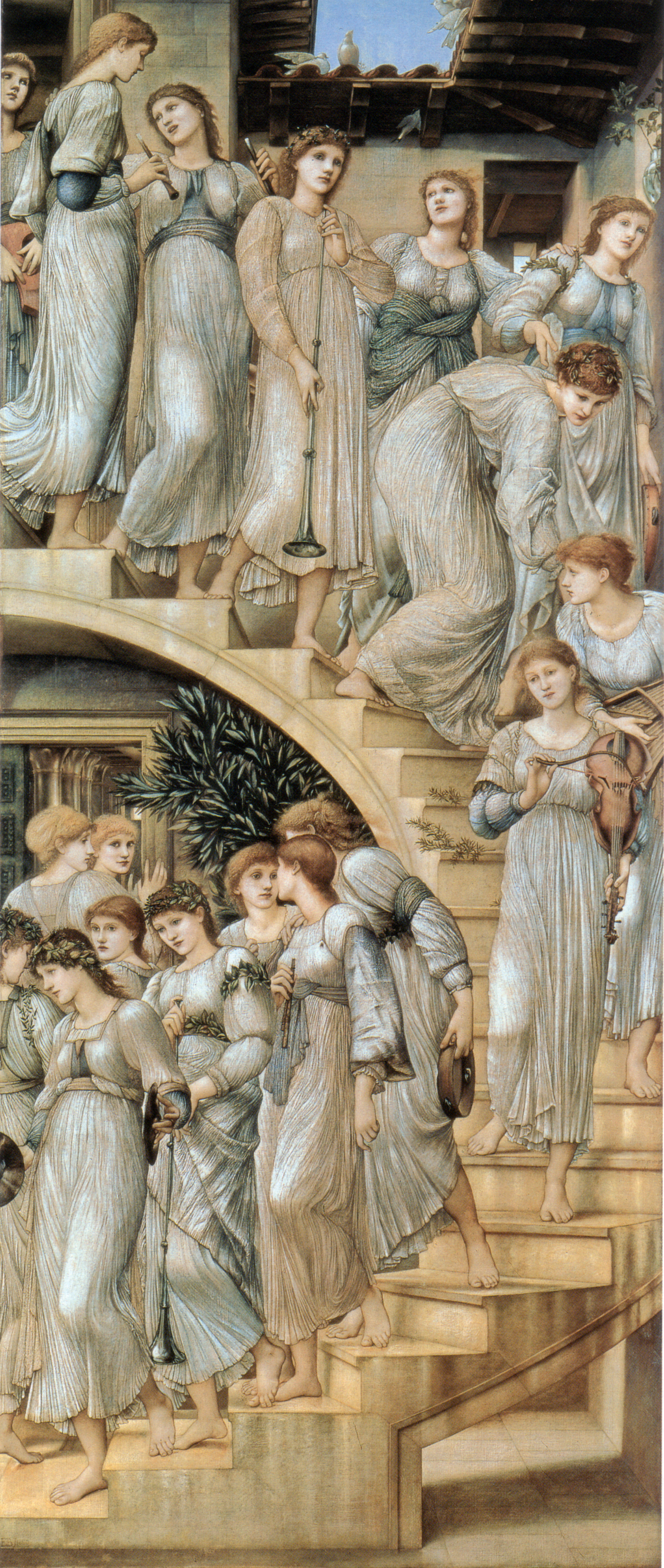
Burne-Jones: The Golden Stairs, 1876, een allegorische voorstelling van de jeugd die waardig maar toch opgewekt op weg is naar de volwassenheid; de iets oudere vrouw linksonder bij de deur blikt nog eenmaal om. Burne-Jones had uitzonderlijk veel aandacht voor ieder detail, waardoor het soms jaren duurde voor zijn schilderijen af waren. Aan The Golden Stairs werkte hij van 1871 tot 1878, waarbij hij voor veel van die details schetsen maakte tijdens reizen naar Italië.

Met name de Bijbelse taferelen vielen slecht binnen de gevestigde kunstwereld en de pers. Het afbeelden van heiligen als gewone, niet-geïdealiseerde mensen, zorgde voor veel ophef. Voor de leden van het genootschap was dit reden om terughoudend te worden met religieuze thema’s en terug te vallen op minder controversiële literaire en historische onderwerpen.
Voorbeelden van een bewust andere onderwerpskeuze zijn Hunts Two Gentleman from Verona (1851), naar Shakespeare, en Millais’ in een soort glas-in-loodstijl geschilderde Mariana, naar een gedicht van Tennyson, beide uit 1851.
Hoewel hun werken uiteindelijk steeds makkelijk verkocht werden, ondanks toch ook lovende en stimulerende kritieken, met name van John Ruskin, en ondanks uitnodigingen voor belangrijke exposities, bijvoorbeeld voor de Wereldtentoonstelling in 1855 te Parijs, viel de Brotherhood tussen 1851 en 1857 langzaam uiteen. De negatieve en soms zelfs vijandige ontvangst van hun werken bij een deel van publiek en pers liet zijn sporen na. Eenieder ging zijn eigen weg.
Millais gaf na de kritiek op zijn Carpenter Shop de voorkeur aan eenvoudiger te begrijpen onderwerpen, zoals zijn Ophelia (1851-1852) en The Order of Release (1852-1853). Hij werd vervolgens lid van de Royal Academy (!) en uiteindelijk meer en meer een gewaardeerd societyschilder. De gelovige Hunt wilde zich opnieuw richten op religieuze onderwerpen en vertrok in 1854 naar Palestina. Rossetti trok zich meer en meer terug uit het openbare leven en stelde tot 1860 niets meer tentoon.
De grootste promotor van de groep, John Ruskin, verklaarde in 1857 de Brotherhood als genootschap teneinde, maar constateerde wel dat er een nieuwe schilderschool was ontstaan, kunsthistorisch aangeduid als prerafaëlitisch.

## De periode na 1860
Rond 1860 ging de prerafaëlitische stroming geleidelijk over in een nieuwe vorm waarin de esthetische waarde van het kunstwerk centraal kwam te staan, en daarmee het visuele genot. Deze tweede golf van prerafaëlisme, ook wel 'Aesthetic Movement' genaamd, werd ingezet door Rossetti, die als haar belangrijkste voorman ging gelden. De nieuwe richting werd ingezet met zijn schilderij Bocca Baciata, dat hij zou laten volgen door een lange reeks portretten waarin hij rijk gedecoreerde vrouwen de schilderlijst uit laat staren. Kunst hoefde niet langer een boodschap te hebben: het uitbeelden van schoonheid was het belangrijkste, met melancholie als belangrijke ondertoon. Deze beweging richting esthetiek sloot aan bij de toenemende aandacht van de rijken in de Engelse samenleving voor de inrichting van hun huizen en hun behoefte aan dingen die gewoon als mooi werden ervaren.
Kunstenaars van de Aesthetic Movement kozen ervoor om de grote thema’s van leven, dood en liefde te verbeelden. Dat deden ze echter niet meer, zoals de leden van de voormalige Brotherhood, per definitie 'naar de natuur'. Steeds vaker trokken ze zich terug in hun studio's om daar hun eigen droomwereld te creëren. Geliefde onderwerpen werden nog steeds gevonden in de literatuur en de middeleeuwen, met name in de mythische verhalen van koning Arthur. Het verhaal van The Lady of Shalott is een voorbeeld van een voortdurend terugkerend thema.

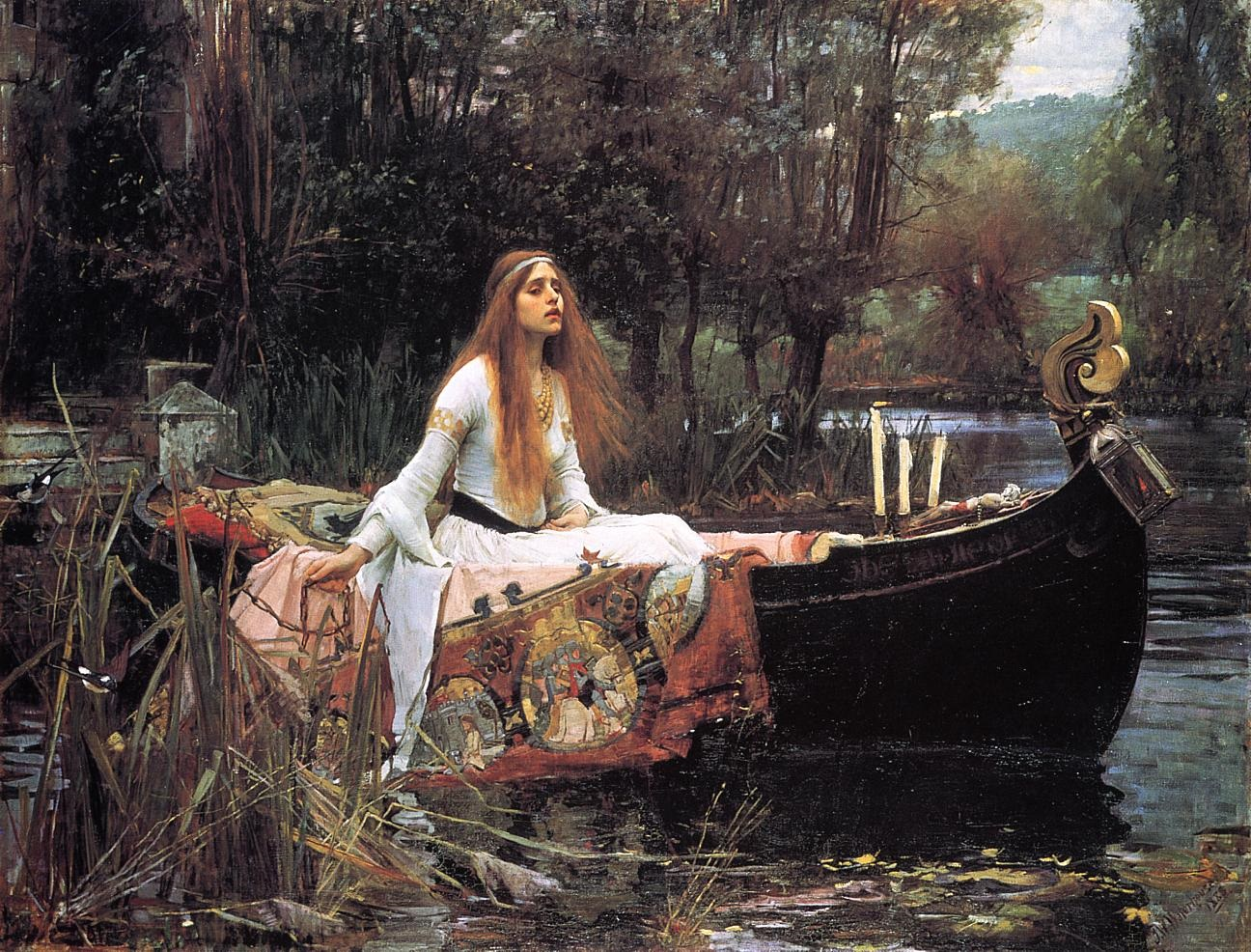
Waterhouse: The Lady of Shalott, op weg naar haar dood (twee van de drie kaarsjes op de voorsteven zijn al uit), naar een gedicht van Tennyson: een van de populairste Engelse schilderijen uit de 19e eeuw, geliefd thema van de prerafaëlieten, die na 1860 vaak inspiratie zochten in de romantische verhalen rond koning Arthur.

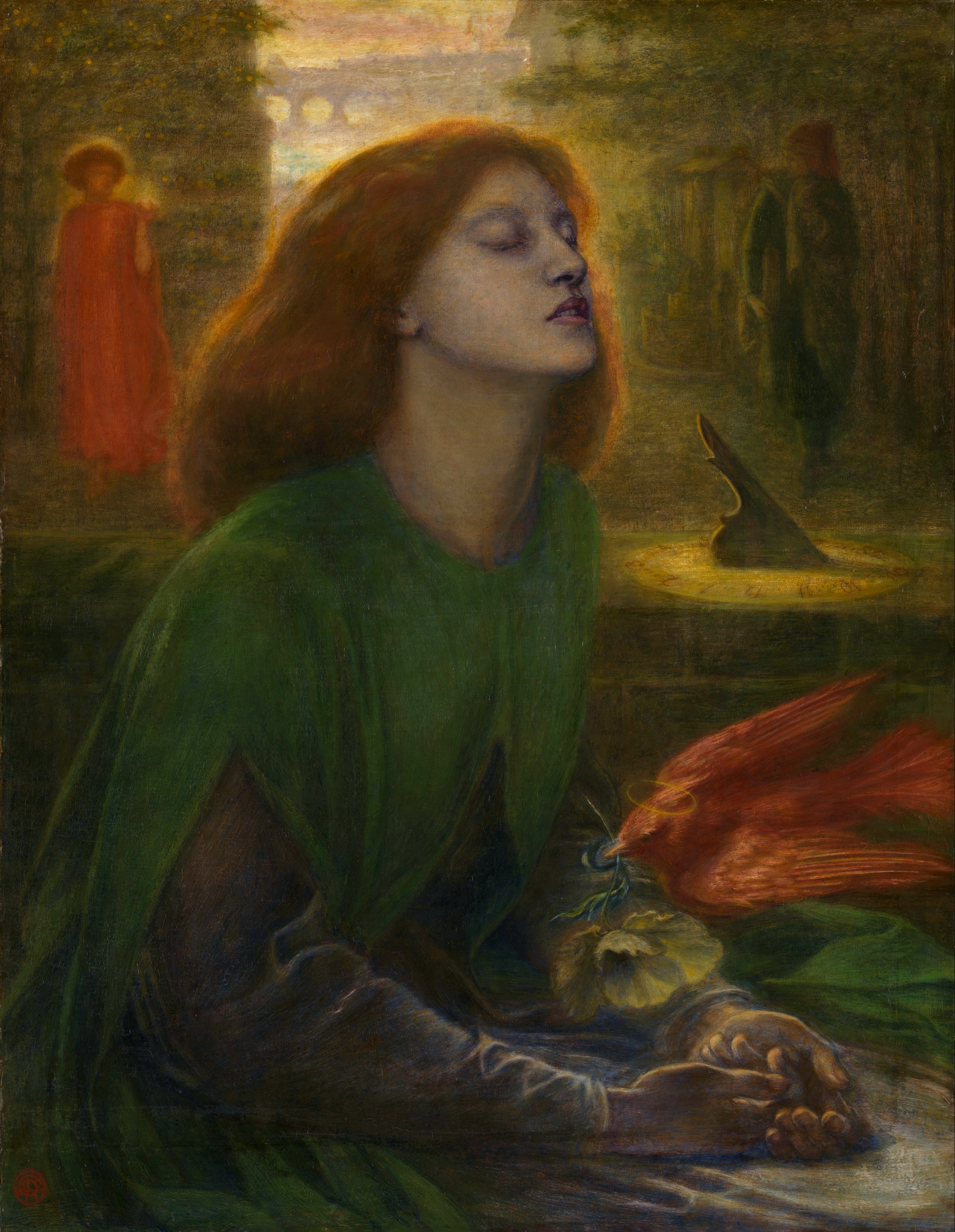
Rossetti’s Beata Beatrix, 1863: portret van zijn vrouw Elizabeth Siddal, geschilderd na haar zelfmoord, naar het verhaal van Dante en Beatrice.
Beatrice kijkt vanuit haar balkon over Florence, op de grens tussen leven en dood. Op de achtergrond zien we de Ponte Vecchio, rechts Dante en links de God Liefde, met een lichtend hart. De zonnewijzer staat op 9, volgens Dante het uur van Beatrices dood. De duif legt papaverbloemen in haar hand, refererend aan haar dood door opiaten.

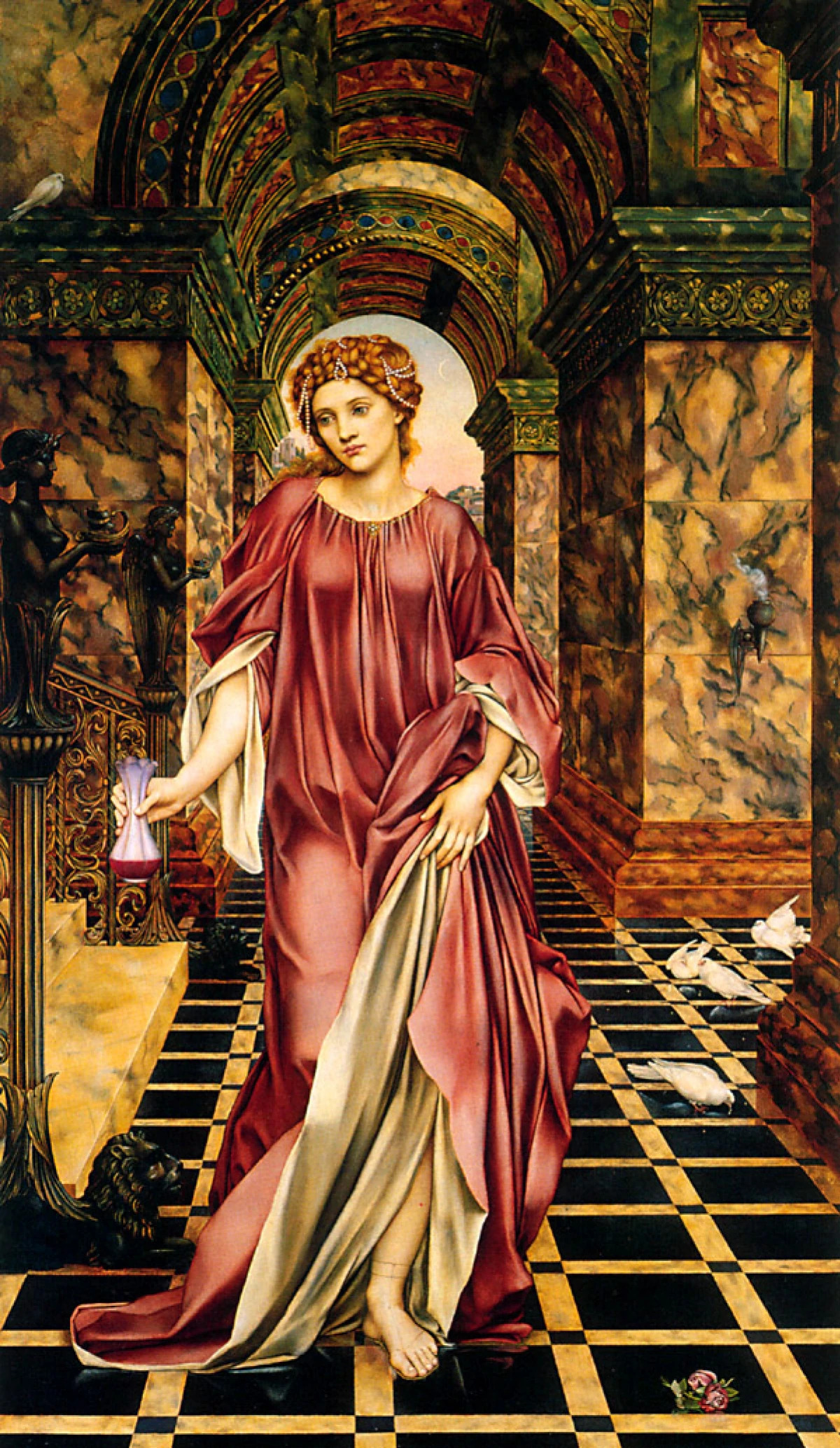
Medea, door Evelyn De Morgan, bedroefd nadat ze door Jason is verlaten, met in haar hand het gif waarmee ze haar rivale wil vermoorden; een voorbeeld van de 'Olympische' variant van het prerafaëlisme, waarbij teruggegrepen werd op onderwerpen uit de klassieke oudheid. Herkenbaar is de stijl van het Quattrocento, met veel aandacht voor decoratie en gearrangeerd lijngebruik in de gewaden.

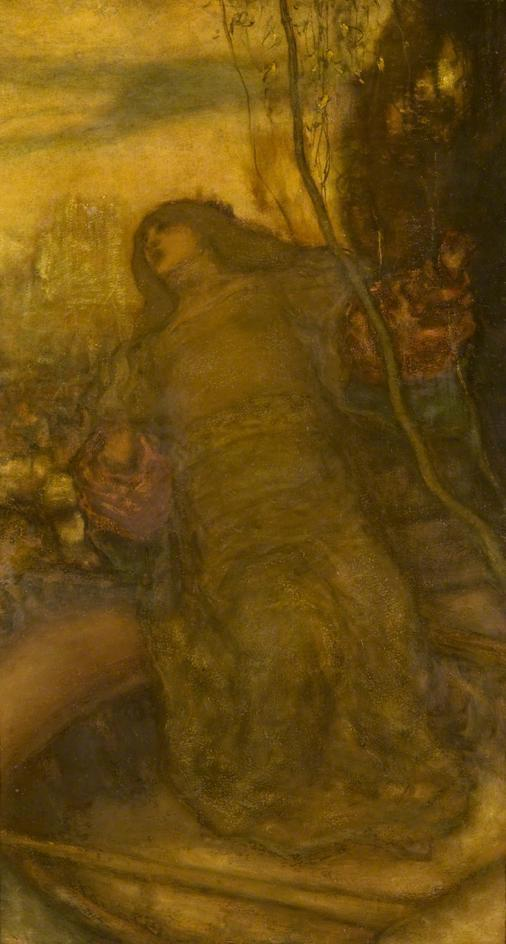
Lady of Shalott, door Matthijs Maris, 1879-1882, oorspronkelijk bedoeld als ontwerp voor een glas-in-loodraam. Maris maakte vier werken naar dit klassieke thema.

Opvallend in de onderwerpskeuze is ook de rol van de vrouw, die vanaf 1860 steeds duidelijker een rol vervult van lustobject en 'femme fatale'. De modellen van de prerafaëlieten, vaak vrouwen uit hun eigen omgeving, verwierven een eigen faam, hetgeen wel het meest gold voor Rossetti’s modellen (en geliefden): Elizabeth Siddal, Fanny Cornforth en Jane Morris.
De kunstenaars die gerekend werden tot de Aesthetic Movement waren conceptueel veel losser met elkaar verbonden dan de leden die behoorden tot de Brotherhood. Niettemin waren er twee duidelijke groepen te onderscheiden.
Allereerst was er de groep rondom Gabriel Dante Rossetti, die duidelijk koos voor het rijke kleurenpalet, de losse penseelhantering en de beeldtaal van de vroegrenaissanceschilders. Tot deze groep behoorden onder andere Edward Burne-Jones, Arthur Hughes, William Morris en James McNeill Whistler. Tot deze groep behoorde ook de dichter Algernon Swinburne, die het Franse begrip 'L’art pour l’art' in Engeland introduceerde.
Een tweede groep met vergelijkbare idealen concentreerde zich rondom George Frederick Watts, Frederic Leighton en Albert Moore. Schoonheid lag voor hen vooral in mooie vormen, juist gearrangeerde lijnen en mooie kleurencombinaties.
Vanaf 1870 ontstaat vanuit deze tweede groep, onder aanvoering van de tot Engelsman genaturaliseerde Nederlander Lawrence Alma-Tadema, samen met Frederic Leighton Evelyn De Morgan en Albert Moore, een nieuwe variant van het prerafaëlisme die wel 'School of Olympus' werd genoemd. Deze stroming richtte zich op reconstructies van scènes uit de antieke tijd en maakte ook schilderwerken gebaseerd op antieke beelden. Gezichten werden vaak expressieloos afgebeeld, ter voorkoming van ongewenste identificatie die een symbolische interpretatie in de weg zou kunnen staan.
Na 1880 bleef het prerafaëlisme in Engeland als stroming en 'school' nog expliciet herkenbaar tot aan het begin van de twintigste eeuw. In de sterk romantisch georiënteerde schilders als John William Waterhouse en John Collier had ze nog een aantal bijzonder succesvolle exponenten. Na de eeuwwisseling legden de prerafaëlieten het langzaam af tegen modernistische kunststromingen.

## Invloed op andere kunsten
Het prerafaëlisme begon vanuit de schilderkunst, maar was vanaf het begin ook al nauw gelieerd aan de literatuur, meer in het bijzonder de poëzie. Niet alleen zochten de prerafaëlitische schilders vaak inspiratie bij de romantische dichters uit het begin van de negentiende eeuw (Blake, Keats, Byron, Tennyson, als gezegd), maar diverse van hen waren ook zelf actief als dichter. Zo schreef Dante Gabriel Rossetti al voor de oprichting van de Brotherhood poëzie en publiceerde hij samen met zijn zus Christina Rossetti gedichten in hun tijdschrift 'The Germ', in een sterk symbolische, naturalistische stijl. Ook model en schilderes Elizabeth Siddal schreef poëzie.
Fragment uit Nest, door Christina Rossetti:
Golden head by golden head,

Like two pigeons in one nest

Folded in each other's wings,

They lay down, in their curtained bed:

Like two blossoms on one stem,

Like two flakes of new-fallen snow,

Like two wands of ivory

Tipped with gold for awful kings.
Nederlandse vertaling door Lepus:
Gouden hoofd naast gouden hoofd,

Zoals twee duiven in één nest

Mekaar in hun vleugels houden;

Zij liggen, in hun hemelbed:

Zoals twee bloesems op een twijg,

Zoals twee vlokken van verse sneeuw,

Zoals twee ivoren scepters

Gepunt met goud voor nare vorsten.
Na 1860 deden vooral Algernon Swinburne, William Morris en George Meredith van zich spreken als prerafaëlitische dichters. De prerafaëlitische poëzie uit deze periode wordt wel gekarakteriseerd als dromerig, sensueel en spiritueel. Ook klankschoonheid werd erg belangrijk gevonden. Over het algemeen bezongen ze in een eenvoudige en natuurlijke stijl, maar met veel aandacht voor detail en symboliek, gelijkaardige thema’s als de prerafaëlitische kunstschilders, veelal gezocht in de middeleeuwen. Met name de latere prerafaëlitische dichters hadden grote invloed op de esthetische en decadente literatuur van rond 1900, meer in het bijzonder op Oscar Wilde en Ernest Dowson.
Behalve de op de poëzie had het prerafaëlisme ook invloeden op de ontwerpkunst en de beeldhouwkunst. Thomas Woolner, een van de oorspronkelijke leden van de Brotherhood, en iets later Alexander Munro waren vooraanstaande beeldhouwers die zich prerafaëliet noemden. Hun stijl is sterk realistisch, teruggrijpend op voorbeelden uit de vroege renaissance, qua onderwerpskeuze eveneens vaak geïnspireerd door de romantische literatuur. In de ontwerpkunst onderscheidden zich William Morris en Walter Crane, die vooral het decoratieve aspect verder uitwerkten.

## Invloed in Europa
Een pendant van het prerafaëlisme op het vasteland van Europa is er eigenlijk nooit gekomen. Wel zijn er in deze periode, tweede helft negentiende eeuw, overeenkomsten aanwijsbaar met ontwikkelingen in de continentale schilderkunst, met name in Frankrijk. Zo zijn duidelijk parallellen te trekken in inspiratiebronnen en themakeuzes van schilders als Dominique Ingres en Eugène Delacroix, bijvoorbeeld in de keuzes van literaire bronnen (Dante, Byron), alsook in de belangstelling voor de middeleeuwen. Verder is door critici wel gewezen op overeenkomsten met de impressionisten, die op een eigen wijze eveneens werkten naar de natuur en erg geïnteresseerd waren in de effecten van licht en complementaire kleuren. Tot slot wordt wel gerefereerd aan het overeenkomstige 'L’art pour l’art'-denken en het Frans estheticisme, ingezet met À rebours van Joris-Karl Huysmans, dat evenwel een heel eigen sfeer van decadentie uitademde.
Zichtbare invloed van het prerafaëlisme, met name vanuit de tweede golf, ging aan het einde van de negentiende eeuw uit op de kunststromingen van de jugendstil en op de direct aan de prerafaëlitische school gelieerde de Arts-and-craftsbeweging. Zo hadden Walter Crane en William Morris een aanwijsbare invloed op de Brusselse Arts and Crafts-groepering 'Les Vingt' (De Twintig): de leden ondertekenden in 1883 een manifest ter bundeling van hun progressieve krachten en refereerden daarbij rechtstreeks aan de prerafaëlieten. De esthetische idealen van de prerafaëlieten kwamen in de decoratieve kunstvormen van de jugendstil en Art-and-crafts optimaal tot uiting: mooie vormen, aandacht voor decoratie, afgewogen, gearrangeerd lijngebruik.
De meest directe invloed werd echter uitgeoefend op de eind negentiende eeuw in opkomst zijnde beweging van het Symbolisme. Belangrijke wegbereiders van het symbolisme als Pierre Puvis de Chavannes, Louis Welden Hawkins en Gustave Moreau spraken onomwonden hun sympathie uit voor de prerafaëlieten, een enthousiasme dat in België navolging vond bij Fernand Khnopff. Met name hun verbeelding van mystiek en fatale vrouwen werd duidelijk overgenomen van de prerafaëlieten. Meer in algemene zin is de symbolistische beweging aan de prerafaëlieten schatplichtig in de aandacht voor symboliek, als verwijzing naar een hogere werkelijkheid. Een andere parallel is te trekken waar het gaat om het aan elkaar knopen van de tegengestelde idealen van trouw aan de natuur versus verbeelding, dromen, legenden en fantasie. De gerichtheid van veel Europese symbolisten op thema’s als angst en gevaar is de prerafaëlieten echter vreemd.

## Invloed op Nederlandse kunstenaars[7]
Rond 1850 lag de focus van de Nederlandse musea en kunstopleidingen nog nadrukkelijk op de Hollandse schilderkunst uit de zeventiende eeuw, die buiten discussie als 'ideaaltypisch' voor de schilderkunst werd beschouwd. Morrelen aan perspectief en een correcte licht- en schaduwinval, zoals de prerafaëlieten deden, werd niet geaccepteerd. Vanaf 1880 vonden echter voorzichtig wat veranderingen plaats in de conservatieve Hollandse kunstopvattingen, onder andere weerspiegeld in het centraal stellen van het ‘L’art pour l’art’ principe door de Tachtigers.

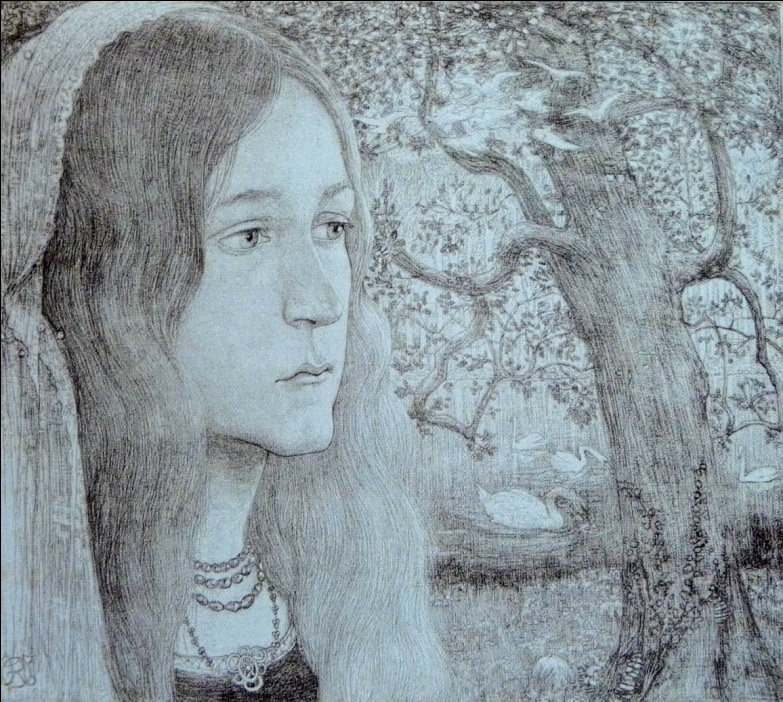
Richard Roland Holst: Helga's intrede, 1894, naar een IJslands sprookje, over de strijd tussen haar twee aanbidders, voor beide leidend tot de dood. Getoond wordt een 'femme fragile', sensueel en melancholisch, geïnspireerd door Rossetti, verrijkt met natuursymboliek à la Morris.

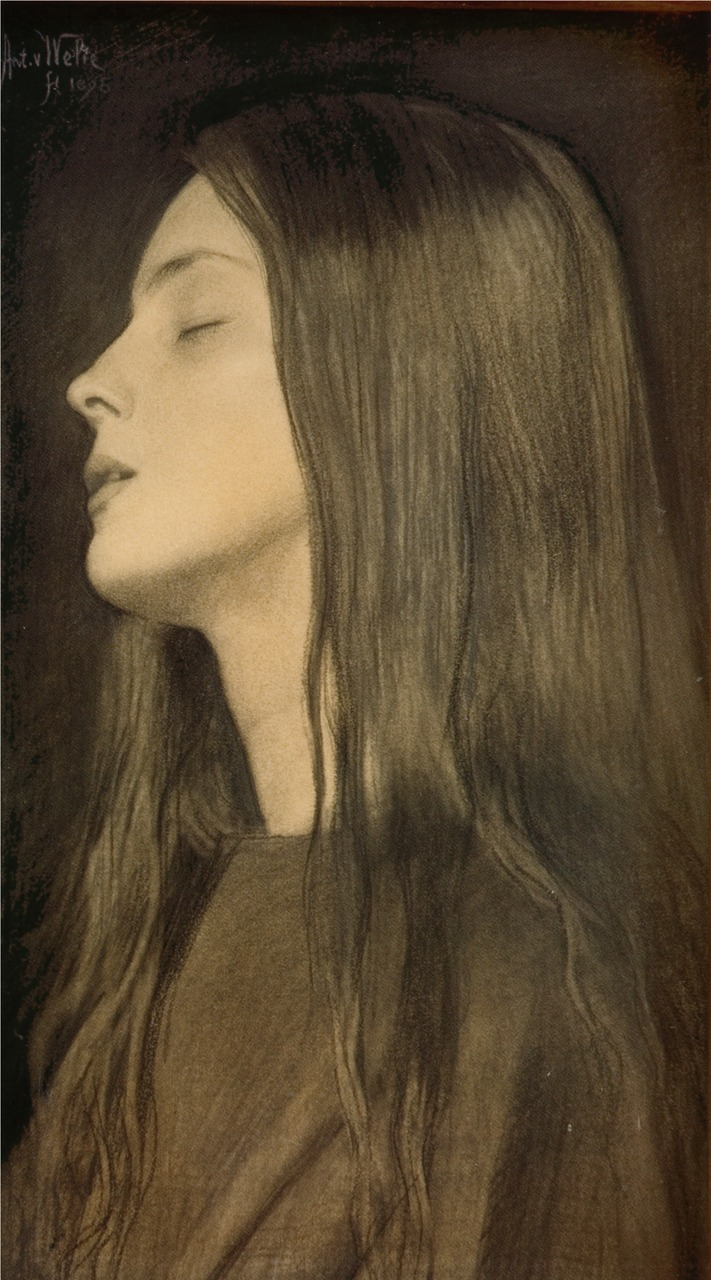
Antoon van Welie’s La Douleur (1895). Van Welie schilderde een periode lang duidelijk en bewust prerafaëlitisch geïnspireerde werken, in de meest expliciete zin des woords.

Ook in de schilderkunst kwam na 1880 voorzichtig ruimte voor nieuwe ideeën. Zo keken leden van de Haagse School nadrukkelijk naar de natuurbeleving van de School van Barbizon. Daarbij ging het met name om het direct ‘in de veld’ vastleggen van het moment, met specifieke aandacht voor de weergave van licht en atmosfeer. Vanaf 1880 ontstond er ook in de academische wereld aandacht voor nieuwe kunstvormen, vooral dankzij August Allebé, een vooruitstrevend hoogleraar aan de Amsterdamse Rijksakademie van beeldende kunsten, die ook het prerafaëlisme behandelde. Een aantal van zijn leerlingen zouden later werk produceren in de stijl van de prerafaëlieten, onder wie Richard Roland Holst (die met name in zijn vroege werk beïnvloed werd door Rossetti en Morris), Jan Toorop (die voortborduurde op het symbolisme en veel aandacht had voor de middeleeuwen), Antoon Derkinderen (die na een reis naar Italië net als de prerafaëlieten terugviel op middeleeuwse schildertechnieken) en Jan Veth. Veth werd in de jaren negentig ook een belangrijk pleitbezorger van de prerafaëlieten door lovende essays over hen te schrijven in vooraanstaande kunsttijdschriften, bijvoorbeeld De Nieuwe Gids.
Andere navolgers van de prerafaëlieten zijn Matthijs Maris en Antoon van Welie. Maris maakte kennis met de prerafaëlieten nadat hij in 1877 in Londen ging wonen. De overeenkomsten blijken vooral uit het expliciete symboolgebruik en de onderwerpskeuze, bijvoorbeeld zijn 'Ladies of Shallott' en zijn vele vrouwenhoofden. Van Welie greep welbewust terug op dezelfde literaire bronnen als de prerafaëlieten en is rond 1900 misschien wel de meest expliciete navolger van hun uitgangspunten. De prerafaëlitische uitgangspunten zijn onder meer duidelijk herkenbaar in zijn werken Cecila, Ophelia, Sprookjesprinsessen, Smart en La Douleur.
Ook art-nouveau-schilder, beeldhouwer en ontwerper Johan Thorn Prikker en kunstschilder-criticus Hendrik Haverman zijn duidelijk beïnvloed door het werk van de prerafaëlieten.
In 2008 werd in het Museum Mesdag te Den Haag, onder de titel “Vluchten in schoonheid” een overzichtstentoonstelling gehouden van Nederlandse kunstenaars die zich lieten inspireren door de prerafaëlieten.

## Collecties
De belangrijkste collectie van prerafaëlitische werken bevindt zich in de Tate Gallery te Londen. Veel werken zijn ook te bewonderen in het Victoria and Albert Museum, de Art Galerij te Manchester, de Lady Lever Art Galerij en de Walker Art Galerij, beide te Liverpool en de Museum & Art Galerij te Birmingham (met een grote verzameling van Burne-Jones). Het Delaware Art Museum in de Verenigde Staten (Wilmington, Delaware) bezit de grootste collectie prerafaëlitische werken buiten Groot-Brittannië.
In 1984 luidde een grote expositie in de Tate Gallery een soort van 'revival' in van de prerafaëlitische kunst.
Andrew Lloyd Webber is een fervent verzamelaar van prerafaëlitische kunst en bezit een privécollectie van zo’n 300 werken. In 2003 werden deze tentoongesteld in de Royal Academy.

## Lijst van prerafaëlieten

#### Geassocieerde kunstschilders
- Sophie Gengembre Anderson
- William Bell Scott
- George Price Boyce
- Joanna Mary Boyce
- John Brett
- Ford Madox Brown
- Lucy Madox Brown
- Richard Burchett
- Edward Burne-Jones
- Frederick William Burton
- Philip Hermogenes Calderon
- John Mulcaster Carrick
- John Collier
- Charles Allston Collins
- Frank Cadogan Cowper
- Walter Deverell
- Frank Bernard Dicksee
- William Dyce
- Eleanor Fortescue-Brickdale
- Edward Reginald Frampton
- John William Godward
- Thomas Cooper Gotch
- Charles Edward Hallé
- Henry Holiday
- Arthur Hacker
- Arthur Hughes
- Edward Robert Hughes
- John William Inchbold
- Edmund Leighton
- Frederic Leighton
- Mary Lizzie Macomber
- Robert Braithwaite Martineau
- Charles William Mitchell
- Albert Moore
- Evelyn De Morgan
- Joseph Noel Paton
- Valentine Cameron Prinsep
- Henry Ryland
- Emma Sandys
- Frederick Sandys
- Herbert Schmalz
- Thomas Seddon
- William Shakespeare Burton
- Byam Shaw
- Frederic Shields
- Rebecca Solomon
- Simeon Solomon
- John Roddam Spencer Stanhope
- Frederic George Stephens
- Marie Spartali Stillman
- Marianne Stokes
- John Melhuish Strudwick
- Annie Swynnerton
- Henry Wallis
- George Frederic Watts
- John William Waterhouse
- William Lindsay Windus
- David Wilkie Wynfield
- William Frederick Yeames

#### Pre-Raphaelite Brotherhood
- James Collinson (schilder)
- William Holman Hunt (schilder)
- John Everett Millais (schilder)
- Dante Gabriel Rossetti (schilder, dichter)
- William Michael Rossetti (criticus)
- Frederic George Stephens (criticus)
- Thomas Woolner (beeldhouwer, dichter)

#### Modellen
- Louisa Beresford (ook schilderes)
- Fanny Cornforth
- Sophy Gray
- Effie Gray
- Annie Miller
- Jane Morris
- Elizabeth Siddal (ook schilderes, dichteres)
- Maria Zambaco (ook kunstenares)
- Ruth Herbert
- Alexa Wilding

#### Overige kunstenaars
- John Ruskin (criticus, ook schilder)
- Julia Margaret Cameron (fotograaf)
- Algernon Charles Swinburne (dichter)
- Christina Rossetti (dichteres)
- Alexander Munro (beeldhouwer)
- William Morris (ontwerper, schrijver)
- Walter Crane (ontwerper, schilder)
- May Morris (ontwerpster)

absolute schilderkunst ·  abstract expressionisme · abstracte kunst · academische kunst · actionpainting · art brut · art deco · classicisme · colorfieldpainting · dadaïsme · expressionisme · fauvisme · figuratieve kunst · futurisme · hard edge · hyperrealisme · impressionisme · informele schilderkunst · jugendstil · kubisme · luminisme · magisch realisme · maniërisme · minimal art · naïeve kunst · naturalisme · neo-expressionisme · neo-impressionisme · nieuwe beelding · nieuwe zakelijkheid · op-art · orphisme · oriëntalisme · piëtisme · pittura metafisica · pixel art · pointillisme · popart · postimpressionisme · prerafaëlieten · primitivisme · realisme · romaans . romantiek · sociaal realisme · suprematisme · surrealisme · symbolisme · tachisme